# Pióry Wielkie
Pióry Wielkie – wieś w Polsce położona w województwie mazowieckim, w powiecie siedleckim, w gminie Mordy. Ma status sołectwa.
Do 1928 roku istniała gmina Pióry. W latach 1975–1998 miejscowość administracyjnie należała do województwa siedleckiego.
W skład gminy Pióry Wielkie wchodziły 1886: Izdebki-Błażeje, Izdebki-Kosny, Izdebki-Wąsy, Iwanów-Kijki, Iwanów-Przywory, Modrzew, Ostoje, Pióry Pytki, Pióry Wielkie, Radzików-Kornica, Radzików-Oczki, Radzików-Wielki, Rzążew i Sobice
Wierni Kościoła rzymskokatolickiego należą do parafii św. Jana Chrzciciela w Radzikowie Wielkim.

## Literatura
- Pióry Wielkie (3), [w:] Słownik geograficzny Królestwa Polskiego, t. VIII: Perepiatycha – Pożajście, Warszawa 1887, s. 185.